# Gran Premio di superbike di Hockenheim 1989
Il Gran Premio di Superbike di Hockenheim 1989 è stato disputato il 17 settembre sul Hockenheimring e ha visto la vittoria di Raymond Roche in gara 1, lo stesso pilota si è ripetuto anche nella gara 2.

## Risultati

### Gara 1

#### Arrivati al traguardo[3]
| Pos. | Nº  | Pilota              | Motocicletta | Tempo     | Griglia | Punti |
| ---- | --- | ------------------- | ------------ | --------- | ------- | ----- |
| 1º   | 27  | Raymond Roche       | Ducati       | 30:30.940 | 1º      | 20    |
| 2º   | 4   | Stéphane Mertens    | Honda        | +0:00.970 | 2º      | 17    |
| 3º   | 6   | Alex Vieira         | Honda        | +0:06.900 | 16º     | 15    |
| 4º   | 2   | Fabrizio Pirovano   | Yamaha       | +0:07.170 | 10º     | 13    |
| 5º   | 21  | Anders Andersson    | Yamaha       | +0:07.440 | 5º      | 11    |
| 6º   | 76  | Mike Baldwin        | Bimota       | +0:10.190 | 18º     | 10    |
| 7º   | 38  | Andreas Hofmann     | Honda        | +0:13.370 | 6º      | 9     |
| 8º   | 1   | Fred Merkel         | Honda        | +0:15.910 | 9º      | 8     |
| 9º   | 30  | Patrick Igoa        | Kawasaki     | +0:28.950 | 4º      | 7     |
| 10º  | 19  | Jari Suhonen        | Yamaha       | +0:34.330 | 13º     | 6     |
| 11º  | 78  | Bodo Schmidt        | Yamaha       | +0:34.900 | 22º     | 5     |
| 12º  | 11  | Roger Burnett       | Honda        | +0:44.910 | 17º     | 4     |
| 13º  | 17  | Edwin Weibel        | Kawasaki     | +0:45.160 | 25º     | 3     |
| 14º  | 39  | Jean-Yves Mounier   | Yamaha       | +0:45.380 | 27º     | 2     |
| 15º  | 62  | Graeme Mcgregor     | Honda        | +0:45.580 | 28º     | 1     |
| 16º  | 74  | Michael Galinski    | Yamaha       | +0:49.680 | 12º     |       |
| 17º  | 84  | Wolfgang Möckel     | Honda        | +0:50.360 | 32º     |       |
| 18º  | 79  | Udo Mark            | Yamaha       | +0:51.160 | 15º     |       |
| 19º  | 37  | Wolfgang Von Muralt | Honda        | +0:52.530 | 29º     |       |
| 20º  | 81  | Manfred Fischer     | Honda        | +1:10.500 | 21º     |       |
| 21º  | 85  | Anton Heiler        | Bimota       | +1:27.240 | 31º     |       |
| 22º  | 86  | Thomas Franz        | Honda        | +1:36.770 | 40º     |       |
| 23º  | 71  | Peter Krummenacher  | Honda        | +1:40.870 | 37º     |       |
| 24º  | 101 | Lutz Fahr           | Honda        | +1:41.580 | 33º     |       |

#### Ritirati
| Nº | Pilota               | Motocicletta | Giri     | Griglia |
| -- | -------------------- | ------------ | -------- | ------- |
| 83 | Anton Gruschka       | Honda        | +4 giri  | 19º     |
| 16 | Christophe Bouheben  | Kawasaki     | +4 giri  | 38º     |
| 43 | Jeffry de Vries      | Yamaha       | +4 giri  | 23º     |
| 26 | Ernst Gschwender     | Suzuki       | +7 giri  | 20º     |
| 89 | Manfred Kaiser       | Yamaha       | +7 giri  | 35º     |
| 44 | Hervé Moineau        | Suzuki       | +8 giri  | 36º     |
| 77 | Giancarlo Falappa    | Bimota       | +9 giri  | 7º      |
| 92 | Jean-Michel Mattioli | Honda        | +10 giri | 24º     |
| 3  | Davide Tardozzi      | Bimota       | +10 giri | 3º      |
| 5  | Marco Lucchinelli    | Ducati       | +11 giri | 11º     |
| 72 | Christian Monsch     | Honda        | +12 giri | 30º     |
| 28 | Baldassarre Monti    | Ducati       | +12 giri | 8º      |
| 91 | Giorgio Cantalupo    | Ducati       | +12 giri | 39º     |
| 34 | Peter Rubatto        | Bimota       | +13 giri | 14º     |

#### Squalificato
| Nº | Pilota     | Motocicletta | Motivo | Griglia |
| -- | ---------- | ------------ | ------ | ------- |
| 24 | Paul Iddon | Yamaha       |        | 26º     |

### Gara 2

#### Arrivati al traguardo[4]
| Pos. | Nº  | Pilota              | Motocicletta | Tempo     | Griglia | Punti |
| ---- | --- | ------------------- | ------------ | --------- | ------- | ----- |
| 1º   | 27  | Raymond Roche       | Ducati       | 30:22.080 | 1º      | 20    |
| 2º   | 77  | Giancarlo Falappa   | Bimota       | +0:02.320 | 7º      | 17    |
| 3º   | 4   | Stéphane Mertens    | Honda        | +0:02.890 | 2º      | 15    |
| 4º   | 1   | Fred Merkel         | Honda        | +0:11.510 | 9º      | 13    |
| 5º   | 21  | Anders Andersson    | Yamaha       | +0:12.660 | 5º      | 11    |
| 6º   | 2   | Fabrizio Pirovano   | Yamaha       | +0:19.550 | 10º     | 10    |
| 7º   | 76  | Mike Baldwin        | Bimota       | +0:19.810 | 18º     | 9     |
| 8º   | 6   | Alex Vieira         | Honda        | +0:20.040 | 16º     | 8     |
| 9º   | 30  | Patrick Igoa        | Kawasaki     | +0:25.160 | 4º      | 7     |
| 10º  | 5   | Marco Lucchinelli   | Ducati       | +0:30.390 | 11º     | 6     |
| 11º  | 78  | Bodo Schmidt        | Yamaha       | +0:33.040 | 22º     | 5     |
| 12º  | 38  | Andreas Hofmann     | Honda        | +0:33.230 | 6º      | 4     |
| 13º  | 79  | Udo Mark            | Yamaha       | +0:33.520 | 15º     | 3     |
| 14º  | 19  | Jari Suhonen        | Yamaha       | +0:48.820 | 13º     | 2     |
| 15º  | 16  | Christophe Bouheben | Kawasaki     | +0:54.460 | 38º     | 1     |
| 16º  | 84  | Wolfgang Möckel     | Honda        | +0:55.130 | 32º     |       |
| 17º  | 43  | Jeffry de Vries     | Yamaha       | +0:55.300 | 23º     |       |
| 18º  | 62  | Graeme Mcgregor     | Honda        | +0:55.680 | 28º     |       |
| 19º  | 74  | Michael Galinski    | Yamaha       | +0:57.920 | 12º     |       |
| 20º  | 37  | Wolfgang Von Muralt | Honda        | +1:04.540 | 29º     |       |
| 21º  | 26  | Ernst Gschwender    | Suzuki       | +1:07.330 | 20º     |       |
| 22º  | 86  | Thomas Franz        | Honda        | +1:14.150 | 40º     |       |
| 23º  | 81  | Manfred Fischer     | Honda        | +1:15.090 | 21º     |       |
| 24º  | 44  | Hervé Moineau       | Suzuki       | +1:15.920 | 36º     |       |
| 25º  | 71  | Peter Krummenacher  | Honda        | +1:56.080 | 37º     |       |
| 26º  | 101 | Lutz Fahr           | Honda        | +2:01.550 | 33º     |       |
| 27º  | 85  | Anton Heiler        | Bimota       | + 1 giro  | 31º     |       |

#### Ritirati
| Nº | Pilota            | Motocicletta | Giri     | Griglia |
| -- | ----------------- | ------------ | -------- | ------- |
| 24 | Paul Iddon        | Yamaha       | +2 giri  | 26º     |
| 42 | Marino Fabbri     | Bimota       | +8 giri  | 34º     |
| 11 | Roger Burnett     | Honda        | +9 giri  | 17º     |
| 34 | Peter Rubatto     | Bimota       | +9 giri  | 14º     |
| 17 | Edwin Weibel      | Kawasaki     | +9 giri  | 25º     |
| 72 | Christian Monsch  | Honda        | +11 giri | 30º     |
| 28 | Baldassarre Monti | Ducati       | +13 giri | 8º      |
| 3  | Davide Tardozzi   | Bimota       | +14 giri | 3º      |
| 39 | Jean-Yves Mounier | Yamaha       | +14 giri | 27º     |